# Kevin Durand
Kevin Serge Durand (ur. 14 stycznia 1974 w Thunder Bay) – kanadyjski aktor filmowy i telewizyjny.

## Życiorys
Kształcił się w szkole katolickiej St. Ignatius High School. Debiutował w serialu telewizyjnym Exhibit A: Secrets of Forensic Science w 1997. W 2002 znalazł się w regularnej obsadzie produkcji Cień anioła w roli Joshui. Gościnnie pojawił się na planie CSI: Kryminalne zagadki Las Vegas i CSI: Kryminalne zagadki Miami, a także Gwiezdnych wrót. Zagrał sierżanta Martina Keamy’ego w 12 odcinkach Zagubionych. W 2014 obsadził jedną z głównych ról, szczurołapa Wasilija Feteateda, w Wirusie, a w 2015 wcielił się w wędrowca Harbarda w Wikingach.
W filmie po raz pierwszy zagrał w 1997. Dwa lata później pojawił się w Mystery, Alaska, w którym główne role obsadzili Russell Crowe i Hank Azaria. Wystąpił także jako Carlos w Efekcie motyla, Booth w Z podniesionym czołem, Tucker w 3:10 do Yumy, Red w Gangu dzikich wieprzy, Blob w X-Men Geneza: Wolverine, Gabriel w Legionie, Mały John w Robin Hoodzie, a także Ricky w Gigantach ze stali.
W 2009 nominowany do Saturna w kategorii „najlepszy występ gościnny w serialu telewizyjnym” za Zagubionych, a w 2012 do Genie Award dla najlepszego aktora drugoplanowego za występ w Edwin Boyd: Citizen Gangster.

## Filmografia
- 1997: Exhibit A: Secrets of Forensic Science
- 1999: Austin Powers: Szpieg, który nie umiera nigdy
- 1999: Hostage Hotel
- 1999: Mystery, Alaska
- 2002: Cień anioła
- 2002: Gwiezdne wrota
- 2002: K-9: P.I.
- 2004: Efekt motyla
- 2004: Scooby-Doo 2: Potwory na gigancie
- 2004: Touching Evil
- 2004: Z podniesionym czołem
- 2005: Andromeda
- 2005: Greener Mountains
- 2006: Agent XXL 2
- 2006: As w rękawie
- 2007: 3:10 do Yumy
- 2007: Gang dzikich wieprzy
- 2008: The Echo
- 2008: Winged Creatures
- 2008: Zagubieni
- 2009: X-Men Geneza: Wolverine
- 2010: Legion
- 2010: Robin Hood
- 2011: Edwin Boyd: Citizen Gangster
- 2011: Giganci ze stali
- 2011: Jestem numerem cztery
- 2012: Cosmopolis
- 2012: Resident Evil: Retrybucja
- 2013: Devil’s Knot
- 2013: Dary anioła: Miasto kości
- 2013: Fruitvale Station
- 2014: Noe: Wybrany przez Boga
- 2014: The Captive
- 2014: Wirus
- 2014: Zimowa opowieść
- 2015: Wikingowie
- 2017: Tragedy Girls
- 2019: Instynkt pierwotny[1]
- 2024: Królestwo Planety Małp